# Aniche
Aniche és un municipi francès, situat a la regió dels Alts de França, al departament del Nord. L'any 2007 tenia 10.122 habitants. Limita al nord amb Bruille-lez-Marchiennes, al nord-est amb Somain, a l'est amb Abscon, al sud amb Émerchicourt i a l'oest amb Auberchicourt.

## Demografia
| 2186                                       | 2243   | 2102  | 1844  | 1566  | 1419  | 1 350 |
| 10.419                                     | 10.190 | 9.690 | 9.533 | 9.672 | 9.768 | 9.960 |
| Des de 1962: població sense dobles comptes |        |       |       |       |       |       |

## Administració
| Període | Identitat         | Partit |
| ------- | ----------------- | ------ |
| 1989-   | Michel Meurdesoif | PCF    |